# Arrondissement de Bordeaux
L'arrondissement de Bordeaux est une division administrative française, située dans le département de la Gironde, en région Nouvelle-Aquitaine.

## Composition

### Composition de 2006 à 2007

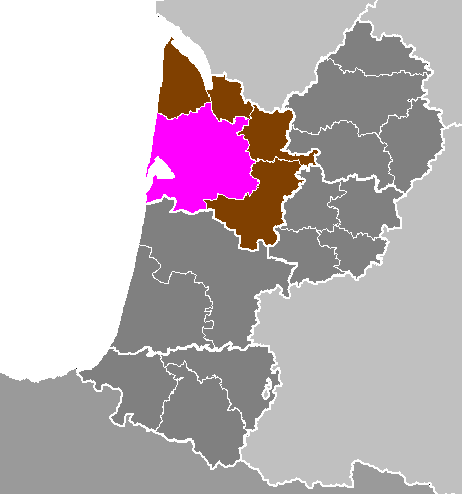
Localisation en Aquitaine de l'arrondissement de Bordeaux avant le 1 mai 2006.

Au 1er mai 2006, il est amputé de quatre cantons :
- canton de Saint-André-de-Cubzac au profit de l'arrondissement de Blaye ;
- canton de Cadillac au profit de l'arrondissement de Langon ;
- canton de Podensac au profit de l'arrondissement de Langon ;
- canton de Castelnau-de-Médoc au profit de l'arrondissement de Lesparre-Médoc.

Depuis le 1er janvier 2007, il est amputé de quatre autres cantons constitutifs du nouvel arrondissement d'Arcachon :
- canton d'Arcachon ;
- canton d'Audenge ;
- canton de Belin-Béliet :
- canton de La Teste-de-Buch.

### Composition de 2007 à 2015
Depuis 2007, l'arrondissement de Bordeaux se compose de 25 cantons représentant 82 communes :
- canton de Bègles ;
- canton de Blanquefort ;
- canton de Bordeaux-1 ;
- canton de Bordeaux-2 ;
- canton de Bordeaux-3 ;
- canton de Bordeaux-4 ;
- canton de Bordeaux-5 ;
- canton de Bordeaux-6 ;
- canton de Bordeaux-7 ;
- canton de Bordeaux-8 ;
- canton du Bouscat ;
- canton de La Brède ;
- canton de Carbon-Blanc ;
- canton de Cenon ;
- canton de Créon ;
- canton de Floirac ;
- canton de Gradignan ;
- canton de Lormont ;
- canton de Mérignac-1 ;
- canton de Mérignac-2 ;
- canton de Pessac-1 ;
- canton de Pessac-2 ;
- canton de Saint-Médard-en-Jalles ;
- canton de Talence ;
- canton de Villenave-d'Ornon.

### Découpage communal depuis 2015
Depuis 2015, le nombre de communes des arrondissements varie chaque année soit du fait du redécoupage cantonal de 2014 qui a conduit à l'ajustement de périmètres de certains arrondissements, soit à la suite de la création de communes nouvelles. Le nombre de communes de l'arrondissement de Bordeaux reste quant à lui inchangé depuis 2015 et égal à 82.
Au 1er janvier 2024, l'arrondissement groupe les 82 communes suivantes :
1. Ambarès-et-Lagrave
2. Ambès
3. Artigues-près-Bordeaux
4. Ayguemorte-les-Graves
5. Bassens
6. Baurech
7. Beautiran
8. Bègles
9. Beychac-et-Caillau
10. Blanquefort
11. Blésignac
12. Bonnetan
13. Bordeaux
14. Bouliac
15. Le Bouscat
16. La Brède
17. Bruges
18. Cabanac-et-Villagrains
19. Cadaujac
20. Camarsac
21. Cambes
22. Camblanes-et-Meynac
23. Canéjan
24. Carbon-Blanc
25. Carignan-de-Bordeaux
26. Castres-Gironde
27. Cénac
28. Cenon
29. Cestas
30. Créon
31. Croignon
32. Cursan
33. Eysines
34. Fargues-Saint-Hilaire
35. Floirac
36. Gradignan
37. Le Haillan
38. Haux
39. Isle-Saint-Georges
40. Latresne
41. Léognan
42. Lignan-de-Bordeaux
43. Lormont
44. Loupes
45. Ludon-Médoc
46. Macau
47. Madirac
48. Martignas-sur-Jalle
49. Martillac
50. Mérignac
51. Montussan
52. Parempuyre
53. Pessac
54. Le Pian-Médoc
55. Pompignac
56. Le Pout
57. Quinsac
58. Sadirac
59. Saint-Aubin-de-Médoc
60. Saint-Caprais-de-Bordeaux
61. Sainte-Eulalie
62. Saint-Genès-de-Lombaud
63. Saint-Jean-d'Illac
64. Saint-Léon
65. Saint-Loubès
66. Saint-Louis-de-Montferrand
67. Saint-Médard-d'Eyrans
68. Saint-Médard-en-Jalles
69. Saint-Morillon
70. Saint-Selve
71. Saint-Sulpice-et-Cameyrac
72. Saint-Vincent-de-Paul
73. Sallebœuf
74. Saucats
75. La Sauve
76. Tabanac
77. Le Taillan-Médoc
78. Talence
79. Le Tourne
80. Tresses
81. Villenave-d'Ornon
82. Yvrac

## Démographie
En 2022, l'arrondissement comptait 1 027 237 habitants.
| 1954    | 1962    | 1968    | 1975    | 1982    | 1990    | 1999    | 2006    | 2011    |
| ------- | ------- | ------- | ------- | ------- | ------- | ------- | ------- | ------- |
| 509 036 | 545 913 | 609 517 | 659 816 | 693 530 | 751 620 | 797 455 | 852 351 | 879 949 |

| 2016    | 2021      | 2022      | - | - | - | - | - | - |
| ------- | --------- | --------- | - | - | - | - | - | - |
| 950 099 | 1 013 121 | 1 027 237 | - | - | - | - | - | - |

### Remarque
Le tableau et le graphique ci-dessus reflètent la démographie du canton à périmètre constant : celui défini en 2007.